# Mooswald
Mooswald è una frazione di 267 abitanti del comune austriaco di Fresach, nel distretto di Villach-Land in Carinzia. Già comune autonomo, nel 1964 è stato aggregato a Fresach, tranne la frazione di Gschriet accorpata a Ferndorf.